# 嗆女生合唱團
嗆女生合唱團（英語：Girls Aloud）是一個英格蘭與北愛爾蘭混和的女子藝人團體。在英國ITVPop Stars-The Rivals的電視歌唱選秀節目中，五位女孩在評選中脫穎而出，組成女子團體。並創下連續20首單曲打入英國金榜前十名。另有七張白金認證專輯，包含兩張冠軍專輯。並五度提名全英音樂獎，且於2009年以The Promise奪下年度最佳單曲獎。
該團體音樂風格為流行，亦有混合流行電音及舞蹈流行音樂。